# Amstelland Panthers 2009
Questa voce raccoglie le informazioni riguardanti gli Amstelland Panthers nelle competizioni ufficiali della stagione 2009.

## Eredivisie 2009

### Playoff
| Bruxelles 27 giugno 2009 Semifinale | Dublin Rebels | 9 – 0 | Amstelland Panthers |  |

| Bruxelles 28 giugno 2009 Finale 3º - 4º posto | Amstelland Panthers | 60 – 0 | Dudelange Dragons |  |

## Statistiche di squadra
| Competizione  | %Vittorie | In casa | In casa | In casa | In casa | In casa | In casa | In trasferta | In trasferta | In trasferta | In trasferta | In trasferta | In trasferta | Totale | Totale | Totale | Totale | Totale | Totale |
| Competizione  | %Vittorie | G       | V       | N       | P       | Pf      | Ps      | G            | V            | N            | P            | Pf           | Ps           | G      | V      | N      | P      | Pf     | Ps     |
| ------------- | --------- | ------- | ------- | ------- | ------- | ------- | ------- | ------------ | ------------ | ------------ | ------------ | ------------ | ------------ | ------ | ------ | ------ | ------ | ------ | ------ |
| EAC - Playoff | .500      | 1       | 1       | 0       | 0       | 60      | 0       | 1            | 0            | 0            | 1            | 0            | 9            | 2      | 1      | 0      | 1      | 60     | 9      |
| Totale        | .500      | 1       | 1       | 0       | 0       | 60      | 0       | 1            | 0            | 0            | 1            | 0            | 9            | 2      | 1      | 0      | 1      | 60     | 9      |